# دبابة النوع 94
الدبابة الصغير النوع 94 (حرفيًا «سيارة مدرعة خفيفة من النوع 94» باليابانية؛ تُعرف أيضًا باسم TK ، وهي اختصار لـ Tokushu Keninsha ، والتي تعني حرفيًا "جرار خاص"  ) كانت دبابة استخدمها الجيش الإمبراطوري الياباني في الحرب الصينية اليابانية الثانية، وفي معركة خالخين غول ضد الاتحاد السوفيتي، وفي الحرب العالمية الثانية. على الرغم من أن الدبابات الصغيرة كانت تُستخدم في كثير من الأحيان كجرارات حاملة للذخيرة، ودعم عام للمشاة، فقد تم تصميمها للاستطلاع، وليس للقتال المباشر. أثبتت الدبابات خفيفة الوزن  فعاليتها في الصين حيث لم يكن لدى الجيش الوطني الثوري الصيني سوى ثلاث كتائب دبابات لمجابهتها، وكانت كتائب الدبابات تلك مجهزة فقط ببعض نماذج التصدير البريطانية ودبابات «كارو فيلوتشي 33» (CV-33) الإيطالية.  كما هو الحال مع جميع الدبابات التي تم بناؤها تقريبًا في عشرينيات وثلاثينيات القرن العشرين، كانت تحتوي على دروع رقيقة يمكن اختراقها بنيران مدفع رشاش من عيار 0.50 (12.7 ملم) على مدى 550م. 

## التاريخ والتطور
منذ عشرينيات القرن الماضي، اختبر الجيش الإمبراطوري الياباني مجموعة متنوعة من الدبابات الخفيفة الأوروبية، بما في ذلك العديد من دبابات رينو إف تي 17 ، ولكن تم التوصل إلى قرار في عام 1929 بالمضي قدمًا في التطوير المحلي لمركبة جديدة تعتمد إلى حد كبير على تصميم الدبابة Carden-Loyd Mk VI لتصنيعها. 
أسفرت المحاولة الأولية عن انتاج النوع 92 Jyu-Sokosha من قِبل سلاح الفرسان . ولكن رأى قادة المشاة اليابانيين أن مركبة مماثلة ستكون مفيدة كوسيلة دعم للنقل والاستطلاع والاتصالات داخل فرق المشاة. 

## الاستخدام

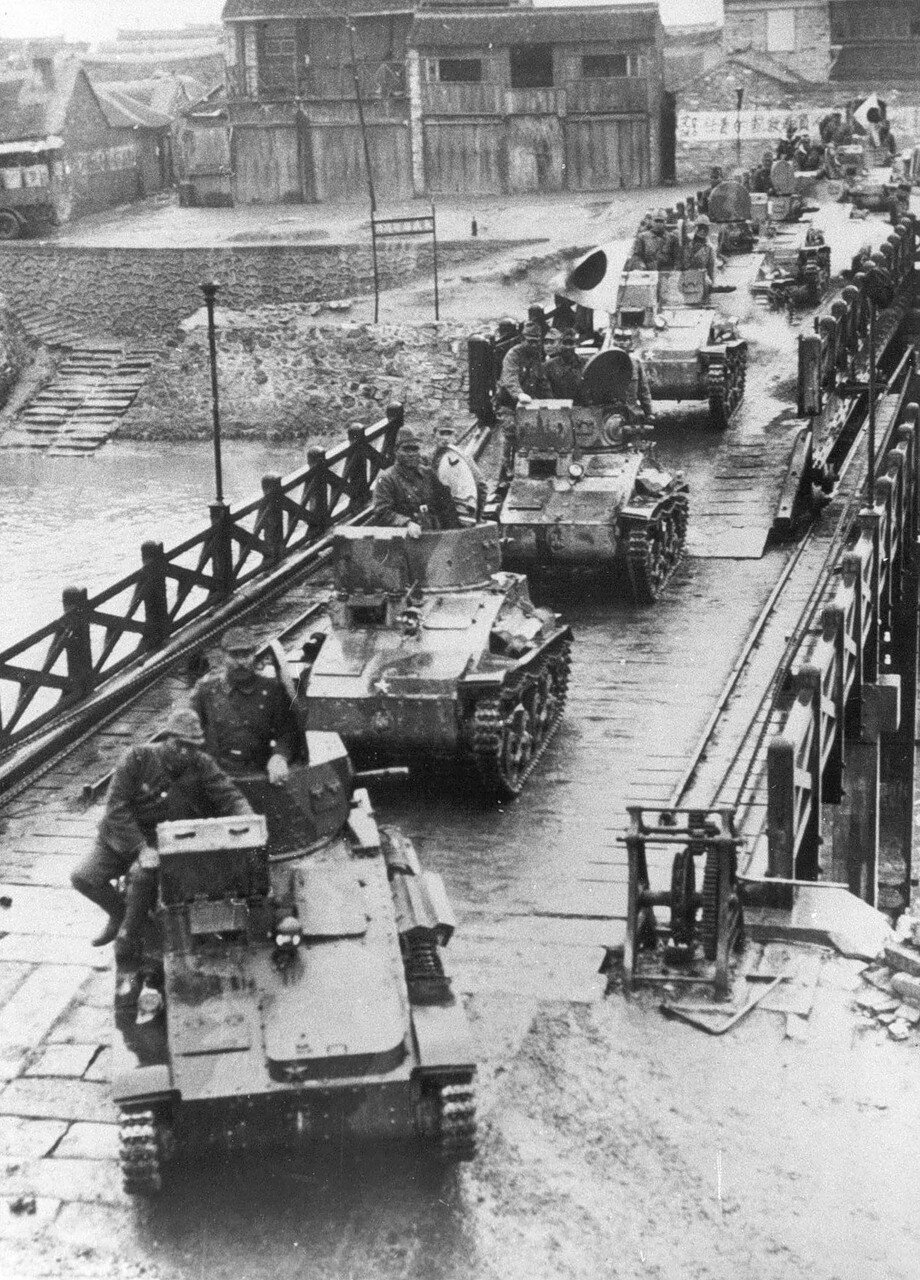
مجموعة من الدبابة من النوع 94، عام 1935م.

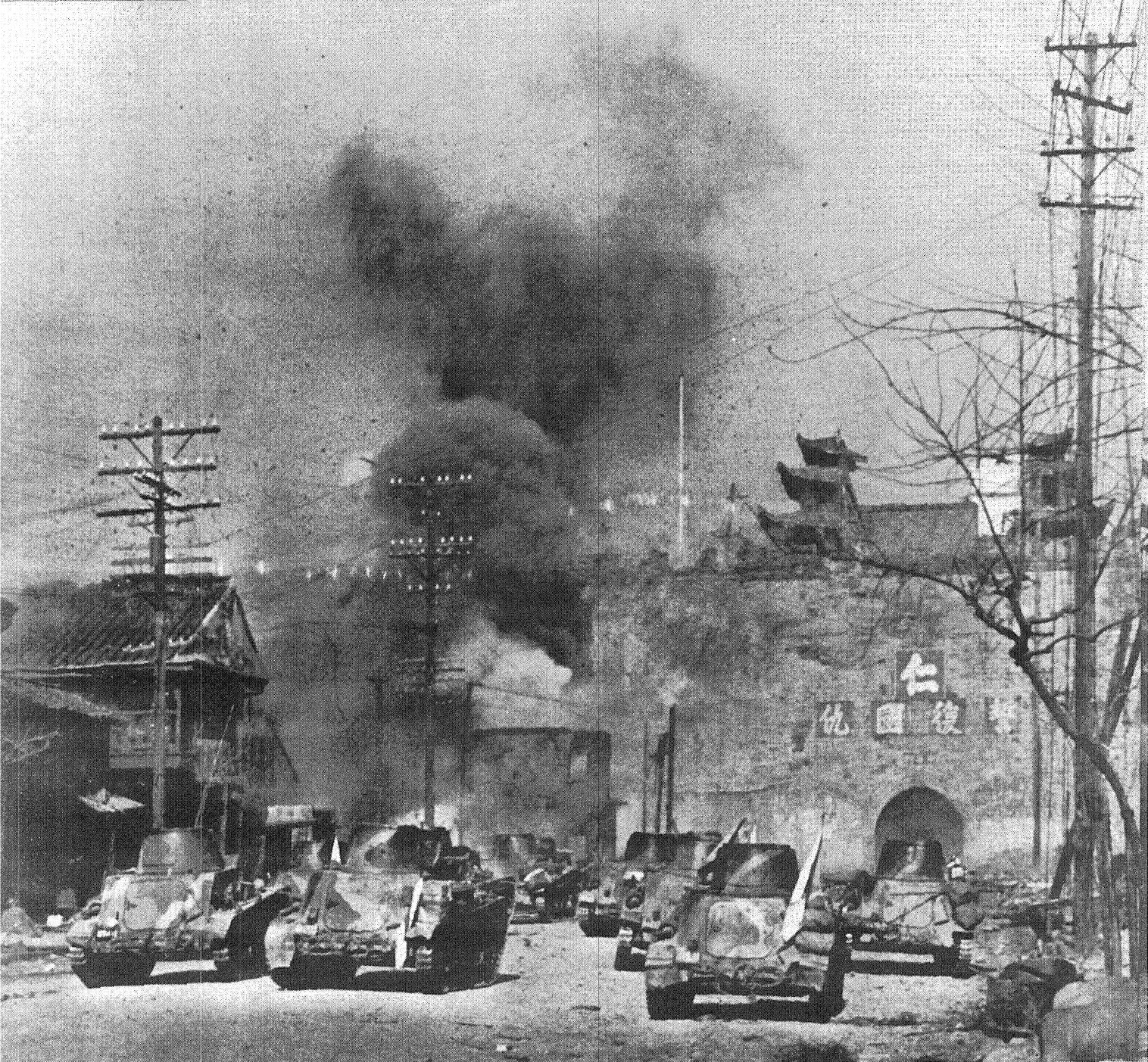
لحظة الانفجار عند بوابة الصين (12 ديسمبر 1937).

تم استخدام النوع 94 بشكل أساسي في «سرايا دبابات». تم إلحاقهم بفرق المشاة لاستخدامها في دور الاستطلاع . كان لكل فرقة يابانية أربع «فصائل دبابات»، بأربع دبابات في كل فصيلة. كانت دبابة النوع 94  غير مُكلفة في البناء، بنصف سعر الدبابة الخفيفة من النوع 95 Ha-Go تقريبًا، مما أدى إلى دخولها الخدمة أكثر من أي دبابة يابانية أخرى (حوالي 823 وحدة).  شمل الإنتاج 300 وحدة في عام 1935، و246 وحدة في عام 1936، و200 وحدة في عام 1937 و70 وحدة في عام 1938. وكان قد تم تصميم الدبابة خفيف الوزن  للعمل في الصين وأثبتت فعاليتها في دعم المشاة والاستطلاع لفرق المشاة.   نظرًا لكفائة الدبابة في القتال في الصين، كان الجيش الإمبراطوري الياباني راضيًا عن الاستمرار في استخدام النوع 94، على الرغم من أن التصميم، وفي الواقع مفهوم الدبابة، أصبح يُنظر إليه على أنه قد عفا عليه الزمن في الجيوش الغربية.

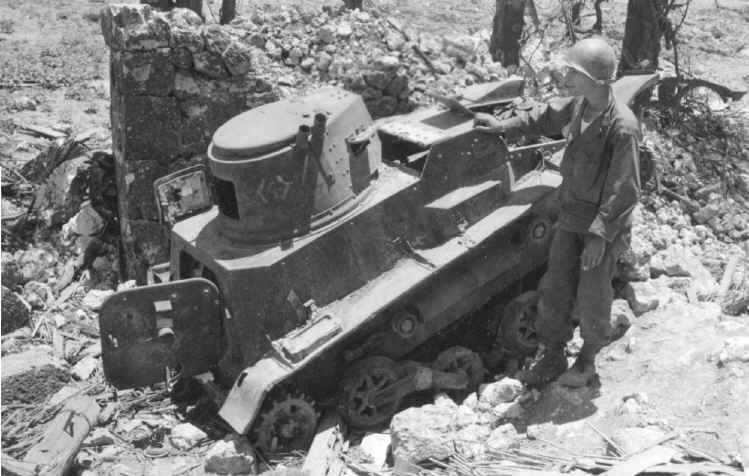
دبابة من النوع 94 تم الاستيلاء عليها في معركة أوكيناوا

## المركبات المماثلة
- ألمانيا: بانزر 1
- إيطاليا: L3/35
- رومانيا: ص-1
- بولندا: TK-3 وTKS
- الاتحاد السوفييتي: T-27 • T-37A • T-38
- السويد: سترف م/37
- المملكة المتحدة: Light Tank Mk VI

## معرض صور

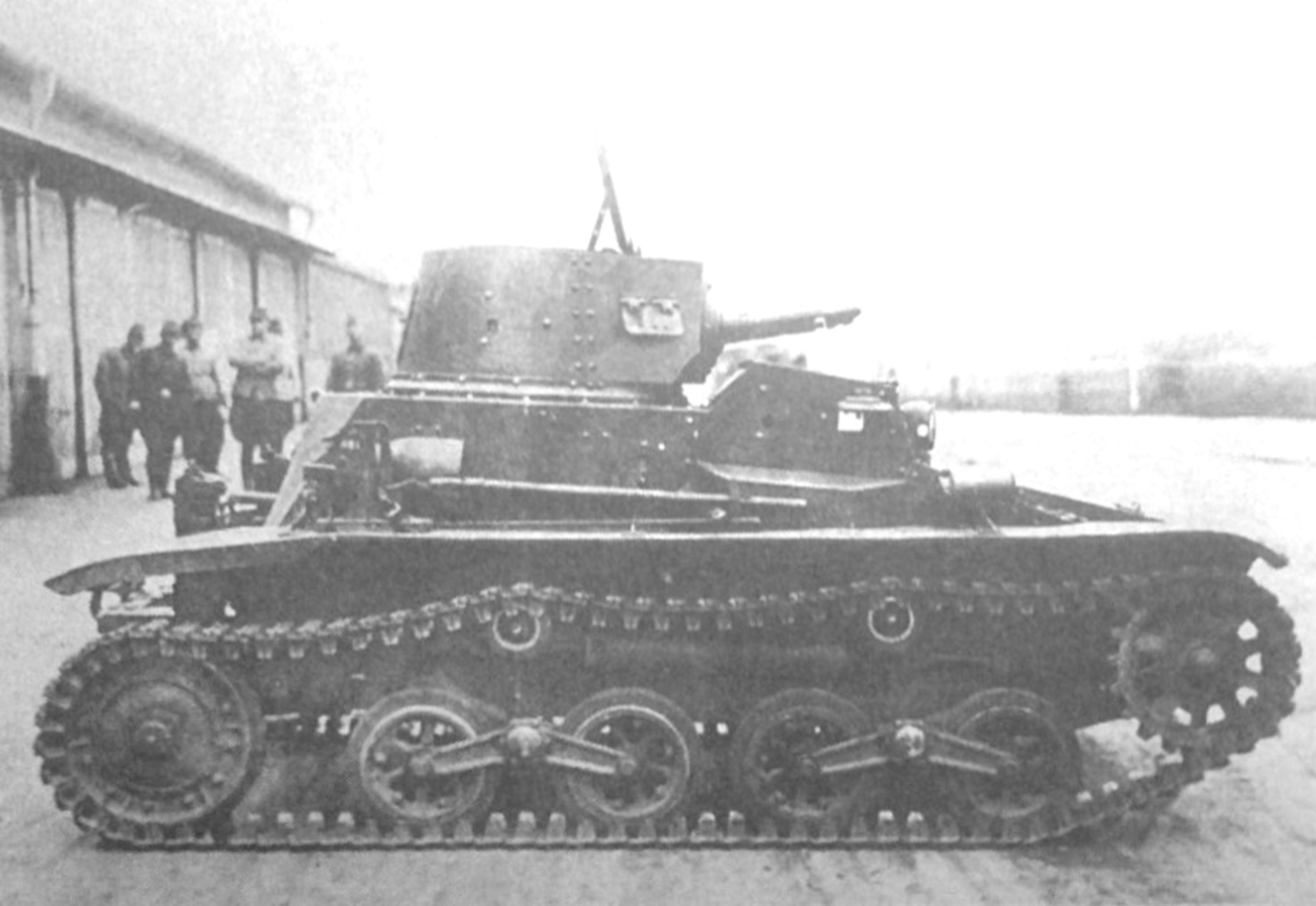
Late model Type 94 tankette
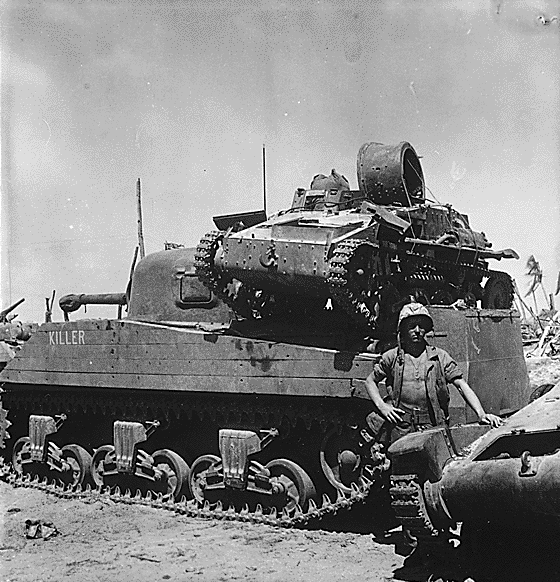
A captured Type 94 tankette with a damaged turret, on the engine deck of a USMC إم 4 شيرمان tank at Kwajalein
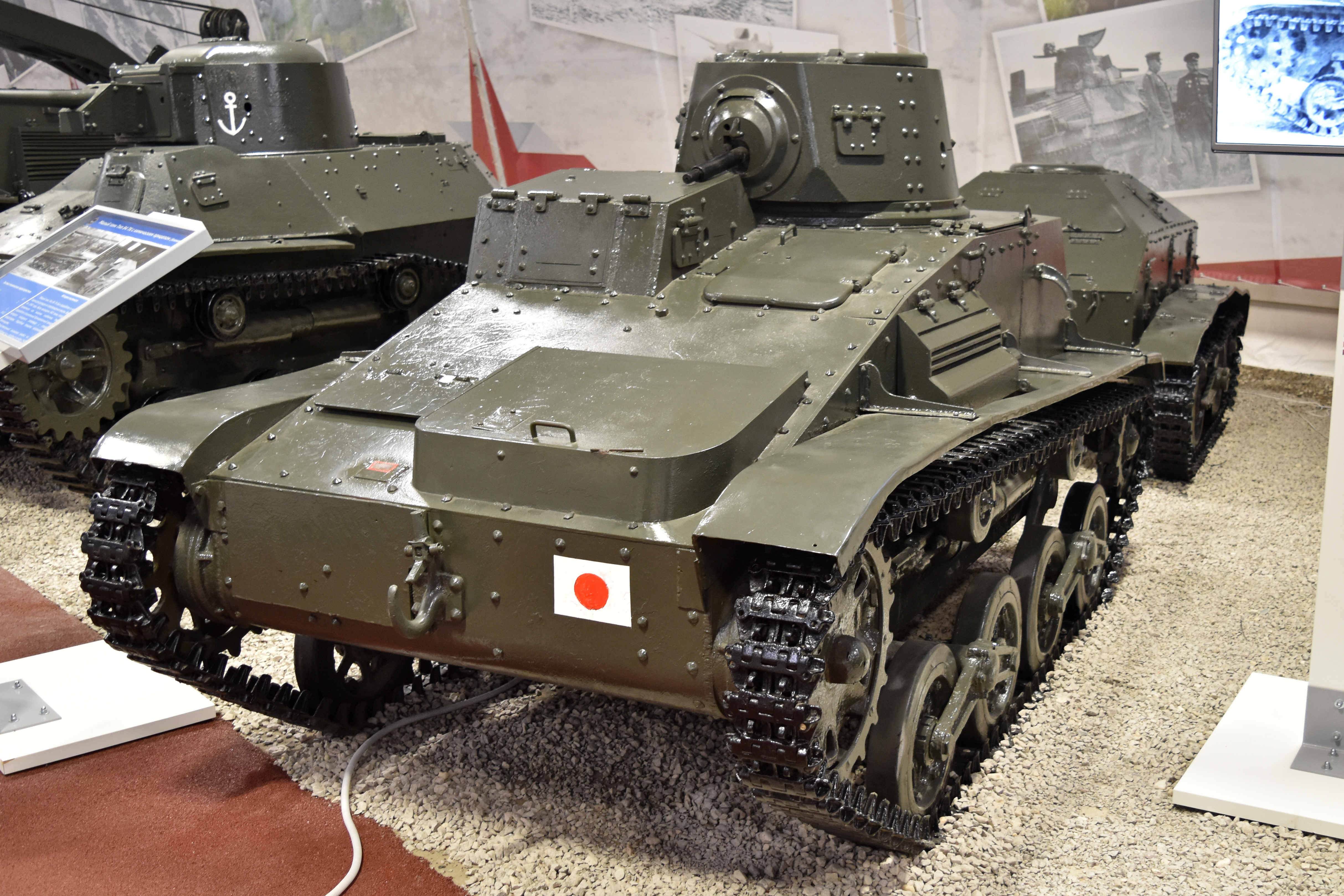
A Type 94 at Patriot Park, Russia.
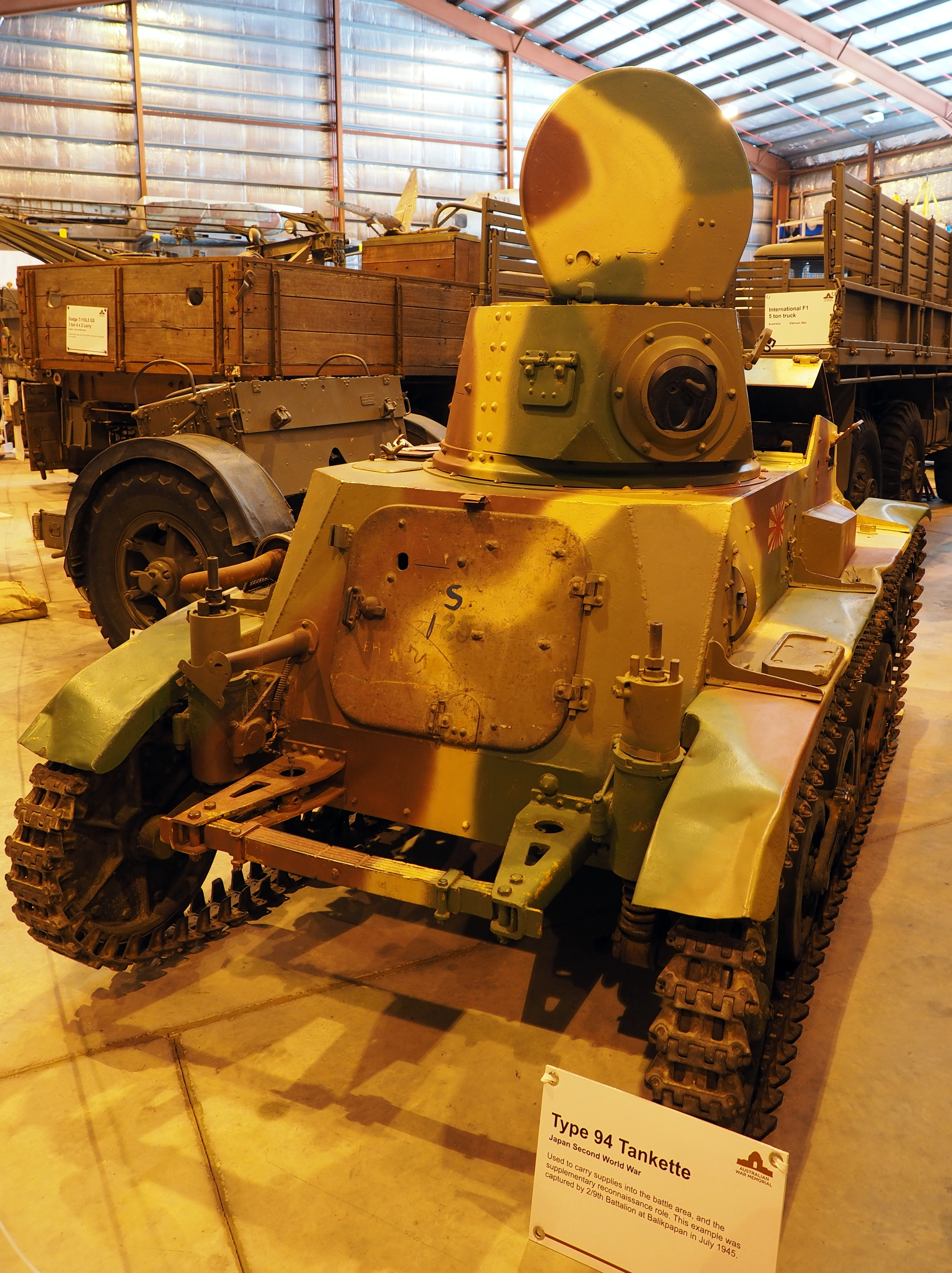
A Type 94 at the Treloar Resource Centre, Australia.
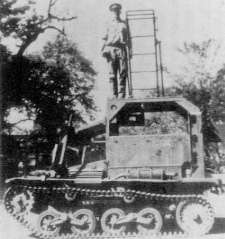
Type 97 Pole planter